# Tremonti (gruppo musicale)
I Tremonti sono un gruppo musicale statunitense fondato nel 2011 per iniziativa del chitarrista e cantante Mark Tremonti.

## Storia del gruppo
Poco prima che i Creed si sciogliessero, all'inizio degli anni 2000, Mark Tremonti voleva formare un progetto parallelo speed metal chiamato Downshifter (in collaborazione con Jamey Jasta e Joey Jordison), ma il progetto non divenne mai ufficiale. Nel 2008, Tremonti e il fratello Daniel fondarono la FRET12, una comunità online e un'etichetta discografica, per poter pubblicare un DVD intitolato Mark Tremonti: The Sound & the Story, in cui appaiono anche Myles Kennedy, Michael Angelo Batio, Rusty Cooley, Bill Peck e Troy Stetina.

### All I Was(2011-2014)
Nel 2011 Mark Tremonti decise di fondare un progetto solista, poiché aveva scritto dei brani «che non vedrebbero la luce del giorno perché non funzionano per i Creed o gli Alter Bridge». Entrò, quindi, in studio assieme al chitarrista Eric Friedman (che curò anche le parti di basso) e il batterista Garrett Withlock. Alla formazione dal vivo si aggiunse anche il bassista Brian Marshall, che accompagnò l'album nella tournée successiva alla pubblicazione.
Il 20 gennaio 2012 venne lanciato il sito ufficiale in promozione al disco, dove i fan potevano iscriversi per ricevere notizie, anteprime e contenuti promozionali. Con l'apertura del sito venne annunciata la lista delle tracce e il titolo dell'album: All I Was. L'album venne pubblicato il 17 luglio 2012 dalla FRET12, preceduto dal singolo You Waste Your Time il 6 maggio 2012. Il giorno seguente la pubblicazione, il singolo raggiunse la decima posizione della iTunes Rock Songs Chart.
Nel settembre 2012 Marshall è stato sostituito da Wolfgang van Halen.

### CauterizeeDust(2014-2016)
Nel dicembre 2014 il gruppo pubblicò dei video delle sessioni di registrazione per il secondo album in studio. Il 3 marzo 2015, il gruppo pubblicò un'anteprima del brano Radical Change, annunciando anche il titolo dell'album, Cauterize, e i brani presenti. Il 17 marzo venne pubblicata l'anteprima di un altro brano, Flying Monkeys e venne fissata la data di pubblicazione di Cauterize al 9 giugno 2015. Il disco uscì infine il 4 giugno 2015 in Australia e il giorno seguente nel resto del mondo.
Il 24 marzo venne pubblicato Another Heart come primo singolo estratto dall'album, reso disponibile per lo streaming gratuito dal 23 marzo sul sito della FRET12. Il 15 maggio 2015 fu reso disponibile per l'ascolto il brano Flying Monkeys. Tre giorni più tardi Wolfgang Van Halen decide di non partecipare alle tournée del gruppo per dedicarsi al tour con i Van Halen e viene sostituito da Tanner Keegan.
Durante le sessioni di registrazioni, il gruppo registrò troppo materiale per un solo album e decise di tenere alcune tracce per Cauterize e utilizzare gli altri brani per comporre un terzo album in studio intitolato Dust, la cui pubblicazione dovrebbe avvenire entro un anno dalla pubblicazione di Cauterize.
Nei primi mesi del 2016 viene annunciata la data di pubblicazione ufficiale di Dust, prevista per il 29 aprile 2016. Il 18 marzo 2016 viene pubblicato il singolo omonimo, seguito pochi giorni più tardi dall'audio di My Last Mistake, reso disponibile gratuitamente a coloro che hanno preordinato l'album; l'8 aprile viene reso disponibile anche il brano Betray Me.

### A Dying Machine(2018)
Il 1º febbraio 2018 il gruppo ha firmato un nuovo contratto discografico con la Napalm Records e annunciato il quarto album in studio A Dying Machine. Prodotto nuovamente da Michael "Elvis" Baskette, il disco è il primo concept album della formazione ed è stato pubblicato l'8 giugno dello stesso anno.
Ad anticipare l'album sono stati il singolo omonimo e Take You with Me, usciti rispettivamente il 6 e il 16 aprile.

### Marching in Time (2021)
Marching in Time è il quinto album in studio della band. È stato pubblicato il 24 settembre 2021 attraverso la Napalm Records ed è stato prodotto da Michael "Elvis" Baskette.

### The End Will Show Us How (2025)
The End Will Show Us How è il sesto album in studio della band. È stato pubblicato il 10 gennaio 2025 attraverso la Napalm Records ed è stato prodotto da Michael "Elvis" Baskette.

## Formazione
Attuale
- Mark Tremonti – voce, chitarra solista (2011-presente)
- Eric Friedman – chitarra ritmica, cori (2011-presente)
- Garrett Whitlock – batteria (2011-presente)
- Tanner Keegan – basso (2021-presente)[21]

Ex componenti
- Brian Marshall – basso (2011-2012)
- Wolfgang van Halen – basso, cori (2012-2017)

## Discografia

### Album in studio
- 2012 – All I Was
- 2015 – Cauterize
- 2016 – Dust
- 2018 – A Dying Machine
- 2021 – Marching in Time
- 2025 – The End Will Show Us How

### Singoli
- 2012 – You Waste Your Time
- 2013 – All That I Got
- 2014 – Gone
- 2015 – Another Heart
- 2016 – Dust
- 2018 – A Dying Machine
- 2018 – Take You with Me
- 2018 – Bringer of War
- 2018 – As the Silence Becomes Me
- 2018 – Trust